# Honda Grand Prix of St. Petersburg de 2010
O Honda Grand Prix of St. Petersburg de 2010 foi a segunda corrida da temporada de 2010 da IndyCar Series. A corrida foi disputada em uma pista montada nas ruas da cidade de São Petersburgo, Flórida. A corrida ocorreria no dia 28 de março, porém devido a forte chuva que caiu no dia, a prova foi transferida para o dia seguinte, dia 29 de março. O vencedor foi o australiano Will Power, da equipe Team Penske.

## Pilotos e Equipes
No total 24 carros foram inscritos para corrida.
| Nº | Piloto                  | Equipe                        | Chassis | Motor | Pneu |
| -- | ----------------------- | ----------------------------- | ------- | ----- | ---- |
| 2  | Raphael Matos           | de Ferran Luczo Dragon Racing | Dallara | Honda | F    |
| 3  | Hélio Castroneves       | Team Penske                   | Dallara | Honda | F    |
| 4  | Dan Wheldon             | Panther Racing                | Dallara | Honda | F    |
| 5  | Takuma Sato (R)         | KV Racing Technology          | Dallara | Honda | F    |
| 6  | Ryan Briscoe            | Team Penske                   | Dallara | Honda | F    |
| 7  | Danica Patrick          | Andretti Autosport            | Dallara | Honda | F    |
| 8  | E. J. Viso              | KV Racing Technology          | Dallara | Honda | F    |
| 9  | Scott Dixon             | Chip Ganassi Racing           | Dallara | Honda | F    |
| 10 | Dario Franchitti        | Chip Ganassi Racing           | Dallara | Honda | F    |
| 11 | Tony Kanaan             | Andretti Autosport            | Dallara | Honda | F    |
| 12 | Will Power              | Team Penske                   | Dallara | Honda | F    |
| 14 | Vitor Meira             | A. J. Foyt Enterprises        | Dallara | Honda | F    |
| 18 | Milka Duno              | Dale Coyne Racing             | Dallara | Honda | F    |
| 19 | Alex Lloyd (R)          | Dale Coyne Racing             | Dallara | Honda | F    |
| 22 | Justin Wilson           | Dreyer & Reinbold Racing      | Dallara | Honda | F    |
| 24 | Mike Conway             | Dreyer & Reinbold Racing      | Dallara | Honda | F    |
| 26 | Marco Andretti          | Andretti Autosport            | Dallara | Honda | F    |
| 32 | Mario Moraes            | KV Racing Technology          | Dallara | Honda | F    |
| 34 | Mario Romancini (R)     | Conquest Racing               | Dallara | Honda | F    |
| 37 | Ryan Hunter-Reay        | Andretti Autosport            | Dallara | Honda | F    |
| 67 | Graham Rahal            | Sarah Fisher Racing           | Dallara | Honda | F    |
| 77 | Alex Tagliani           | FAZZT Race Team               | Dallara | Honda | F    |
| 78 | Simona de Silvestro (R) | HVM Racing                    | Dallara | Honda | F    |
| 06 | Hideki Mutoh            | Newman/Haas/Lanigan Racing    | Dallara | Honda | F    |

- (R) - Rookie

## Resultados

### Treino classificatório
| Pos. | Nº | Piloto                  | Equipe                        | Q1        | Q1        | Q2        | Q3        |
| Pos. | Nº | Piloto                  | Equipe                        | Grupo 1   | Grupo 2   | Q2        | Q3        |
| ---- | -- | ----------------------- | ----------------------------- | --------- | --------- | --------- | --------- |
| 1    | 12 | Will Power              | Team Penske                   |           | 1:02.0440 | 1:01.4816 | 1:01.6026 |
| 2    | 11 | Tony Kanaan             | Andretti Autosport            |           | 1:01.9094 | 1:01.8103 | 1:01.8797 |
| 3    | 9  | Scott Dixon             | Chip Ganassi Racing           |           | 1:01.7912 | 1:01.6617 | 1:02.0820 |
| 4    | 22 | Justin Wilson           | Dreyer & Reinbold Racing      | 1:02.0694 |           | 1:01.8727 | 1:02.1992 |
| 5    | 3  | Hélio Castroneves       | Team Penske                   | 1:01.8881 |           | 1:01.8966 | 1:02.2118 |
| 6    | 26 | Marco Andretti          | Andretti Autosport            | 1:02.1774 |           | 1:01.8771 | 1:02.3461 |
| 7    | 37 | Ryan Hunter-Reay        | Andretti Autosport            | 1:02.1101 |           | 1:01.8979 |           |
| 8    | 77 | Alex Tagliani           | FAZZT Race Team               | 1:02.0521 |           | 1:01.9692 |           |
| 9    | 8  | E. J. Viso              | KV Racing Technology          | 1:02.1254 |           | 1:01.9807 |           |
| 10   | 24 | Mike Conway             | Dreyer & Reinbold Racing      |           | 1:02.1081 | 1:02.0434 |           |
| 11   | 5  | Takuma Sato (R)         | KV Racing Technology          |           | 1:02.2969 | 1:02.4205 |           |
| 12   | 06 | Hideki Mutoh            | Newman/Haas/Lanigan Racing    |           | 1:02.4473 | 1:02.5113 |           |
| 13   | 10 | Dario Franchitti        | Chip Ganassi Racing           | 1:02.1944 |           |           |           |
| 14   | 78 | Simona de Silvestro (R) | HVM Racing                    |           | 1:02.4493 |           |           |
| 15   | 4  | Dan Wheldon             | Panther Racing                | 1:02.2557 |           |           |           |
| 16   | 67 | Graham Rahal            | Sarah Fisher Racing           |           | 1:02.5044 |           |           |
| 17   | 14 | Vitor Meira             | A. J. Foyt Enterprises        | 1:02.2688 |           |           |           |
| 18   | 34 | Mario Romancini (R)     | Conquest Racing               |           | 1:02.7366 |           |           |
| 19   | 6  | Ryan Briscoe            | Team Penske                   | 1:02.3205 |           |           |           |
| 20   | 32 | Mario Moraes            | KV Racing Technology          |           | 1:02.8294 |           |           |
| 21   | 7  | Danica Patrick          | Andretti Autosport            | 1:02.4904 |           |           |           |
| 22   | 19 | Alex Lloyd (R)          | Dale Coyne Racing             |           | 1:03.4793 |           |           |
| 23   | 2  | Raphael Matos           | De Ferran Luczo Dragon Racing | 1:03.0144 |           |           |           |
| 24   | 18 | Milka Duno              | Dale Coyne Racing             |           | 1:08.5058 |           |           |

- (R) - Rookie

### Corrida
| Pos                        | Nº | Piloto                  | Equipe                        | Voltas | Tempo        | Largada | Voltas na Liderança | Pontos |
| -------------------------- | -- | ----------------------- | ----------------------------- | ------ | ------------ | ------- | ------------------- | ------ |
| 1                          | 12 | Will Power              | Team Penske                   | 100    | 2:07:05.7968 | 1       | 50                  | 53     |
| 2                          | 22 | Justin Wilson           | Dreyer & Reinbold Racing      | 100    | +0.8244      | 4       | 0                   | 40     |
| 3                          | 6  | Ryan Briscoe            | Team Penske                   | 100    | +4.7290      | 19      | 9                   | 35     |
| 4                          | 3  | Hélio Castroneves       | Team Penske                   | 100    | +5.1699      | 5       | 0                   | 32     |
| 5                          | 10 | Dario Franchitti        | Chip Ganassi Racing           | 100    | +22.2172     | 13      | 3                   | 30     |
| 6                          | 77 | Alex Tagliani           | FAZZT Race Team               | 100    | +29.3224     | 8       | 0                   | 28     |
| 7                          | 7  | Danica Patrick          | Andretti Autosport            | 100    | +30.3360     | 21      | 0                   | 26     |
| 8                          | 2  | Raphael Matos           | De Ferran Luczo Dragon Racing | 100    | +30.6695     | 23      | 3                   | 24     |
| 9                          | 67 | Graham Rahal            | Sarah Fisher Racing           | 100    | +30.8426     | 16      | 0                   | 22     |
| 10                         | 11 | Tony Kanaan             | Andretti Autosport            | 100    | +31.3508     | 2       | 0                   | 20     |
| 11                         | 37 | Ryan Hunter-Reay        | Andretti Autosport            | 100    | +31.6286     | 7       | 0                   | 19     |
| 12                         | 26 | Marco Andretti          | Andretti Autosport            | 100    | +32.1703     | 6       | 1                   | 18     |
| 13                         | 34 | Mario Romancini (R)     | Conquest Racing               | 100    | +39.8086     | 18      | 0                   | 17     |
| 14                         | 06 | Hideki Mutoh            | Newman/Haas/Lanigan Racing    | 100    | +39.9949     | 12      | 0                   | 16     |
| 15                         | 14 | Vitor Meira             | A. J. Foyt Enterprises        | 100    | +56.0593     | 17      | 12                  | 15     |
| 16                         | 78 | Simona de Silvestro (R) | HVM Racing                    | 99     | +1 volta     | 14      | 0                   | 14     |
| 17                         | 8  | E. J. Viso              | KV Racing Technology          | 97     | +3 voltas    | 9       | 1                   | 13     |
| 18                         | 9  | Scott Dixon             | Chip Ganassi Racing           | 73     | Abandonou    | 3       | 21                  | 12     |
| 19                         | 24 | Mike Conway             | Dreyer & Reinbold Racing      | 64     | Abandonou    | 10      | 0                   | 12     |
| 20                         | 4  | Dan Wheldon             | Panther Racing                | 46     | Abandonou    | 15      | 0                   | 12     |
| 21                         | 32 | Mario Moraes            | KV Racing Technology          | 45     | Abandonou    | 20      | 0                   | 12     |
| 22                         | 5  | Takuma Sato (R)         | KV Racing Technology          | 24     | Abandonou    | 11      | 0                   | 12     |
| 23                         | 19 | Alex Lloyd (R)          | Dale Coyne Racing             | 14     | Abandonou    | 22      | 0                   | 12     |
| 24                         | 18 | Milka Duno              | Dale Coyne Racing             | 7      | Abandonou    | 24      | 0                   | 12     |
| Relatório[ligação inativa] |    |                         |                               |        |              |         |                     |        |

- (R) - Rookie

## Tabela do campeonato após a corrida
Observe que somente as dez primeiras posições estão incluídas na tabela.
| Pos | Var     | Piloto           | Pontos |
| --- | ------- | ---------------- | ------ |
| 1   | Estável | Will Power       | 103    |
| 2   | Estável | Ryan Hunter-Reay | 59     |
| 3   | Aumento | Justin Wilson    | 59     |
| 4   | Aumento | Dario Franchitti | 59     |
| 5   | Baixa   | Raphael Matos    | 56     |

| Pos | Var     | Piloto            | Pontos |
| --- | ------- | ----------------- | ------ |
| 6   | Aumento | Hélio Castroneves | 54     |
| 7   | Aumento | Ryan Briscoe      | 51     |
| 8   | Baixa   | Vitor Meira       | 50     |
| 9   | Baixa   | Dan Wheldon       | 42     |
| 10  | Aumento | Danica Patrick    | 41     |